# Ossian Olofsson
Ossian Herman Olofsson, född 12 juli 1886 i Askersunds landsförsamling, död 3 december 1973 i Lund, var en svensk fiskeribiolog.
Ossian Olofsson var son till lantbrukaren Gustaf Olofsson. Efter mogenhetsexamen i Norrköping 1904 studerade han vid Uppsala universitet där han blev filosofie magister 1909, filosofie licentiat 1914 och filosofie doktor 1918. Han var fiskeristipendiat 1914–1919 och tillförordnad fiskeriintendent i södra distriktet 1917–1918. Åren 1919–1939 var han fiskeriintendent i över norra distriktet, och 1939 erhöll han transport till södra distriktet. Han var sekreterare i Norrbottens läns fiskerinämnd 1919–1939, i Norrbottens läns jaktvårdsförening 1926–1931 samt ledamot av Svenska jägareförbundets styrelse 1929–1939. I sin doktorsavhandling behandlade Olofsson Spetsbergens sötvattensfauna och dess biologi, vartill material insamlades under resor 1909 och 1910. I andra uppsatser behandlade han lägre kräftdjur och rotatorier, insamlade under en resa till kusten 1913, samt arktiska harpacticoider. Dessutom skrev han diverse uppsatser om fiske, jakt, etnologi och svensk faunistik, bland annat i Fauna & Flora.